# 尼斯维尔 (佛罗里达州)
尼斯维尔（英語：Niceville），是美国佛罗里达州奧卡魯沙縣下属的一座城市。建立于1938年。面积约为29.4平方公里（约合11.3平方英里）。根据2010年美国人口普查，该市有人口12,749人。论人口在本州排行第139。